# Brun tinamo
Brun tinamo (Crypturellus obsoletus) är en fågel i familjen tinamoer inom ordningen tinamofåglar. Den förekommer i skogar i Sydamerika, från Colombia till nordöstra Argentina. Beståndet anses vara livskraftigt.

## Utseende och läte
Brun tinamo är en rostfärgad tinamo med gråaktigt huvud och mörkare brun rygg. Undergumpen är tvärbandad, men det kan vara svårt att se. Sången består av en lång serie ljudliga sstigande visslingar.

## Utbredning och systematik
Brun tinamo delas in i två grupper av sammanlagt nio underarter med följande utbredning:
- Crypturellus obsoletus castaneus – tropiska östra Colombia till östra Ecuador och norra Peru
- obsoletus-gruppen
  - Crypturellus obsoletus ochraceiventris – subtropiska centrala Peru (Huánuco till Cuzco)
  - Crypturellus obsoletus traylori – subtropiska sydöstra Peru (Marcapatadalen i Cuzco)
  - Crypturellus obsoletus punensis – sydostligaste Peru och Yungas i norra Bolivia
  - Crypturellus obsoletus cerviniventris – norra Venezuela
  - Crypturellus obsoletus knoxi – subtropiska nordvästra Venezuela
  - Crypturellus obsoletus griseiventris – norra och centrala Brasilien (Santarémområdet längs Rio Tapajós)
  - Crypturellus obsoletus hypochraceus – sydvästra Brasilien (övre Rio Madeira i Rondônia)
  - Crypturellus obsoletus obsoletus – östra Paraguay till sydöstra Brasilien och nordostligaste Argentina (Misiones)

## Levnadssätt
Brun tinamo hittas i fuktiga skogar, även ungskog, med tät undervegetation. Den är skygg och svår att få syn på.

## Status och hot
Arten har ett stort utbredningsområde, men tros minska i antal, dock inte tillräckligt kraftigt för att den ska betraktas som hotad. Internationella naturvårdsunionen IUCN listar arten som livskraftig (LC).